# Chaja Goldstein

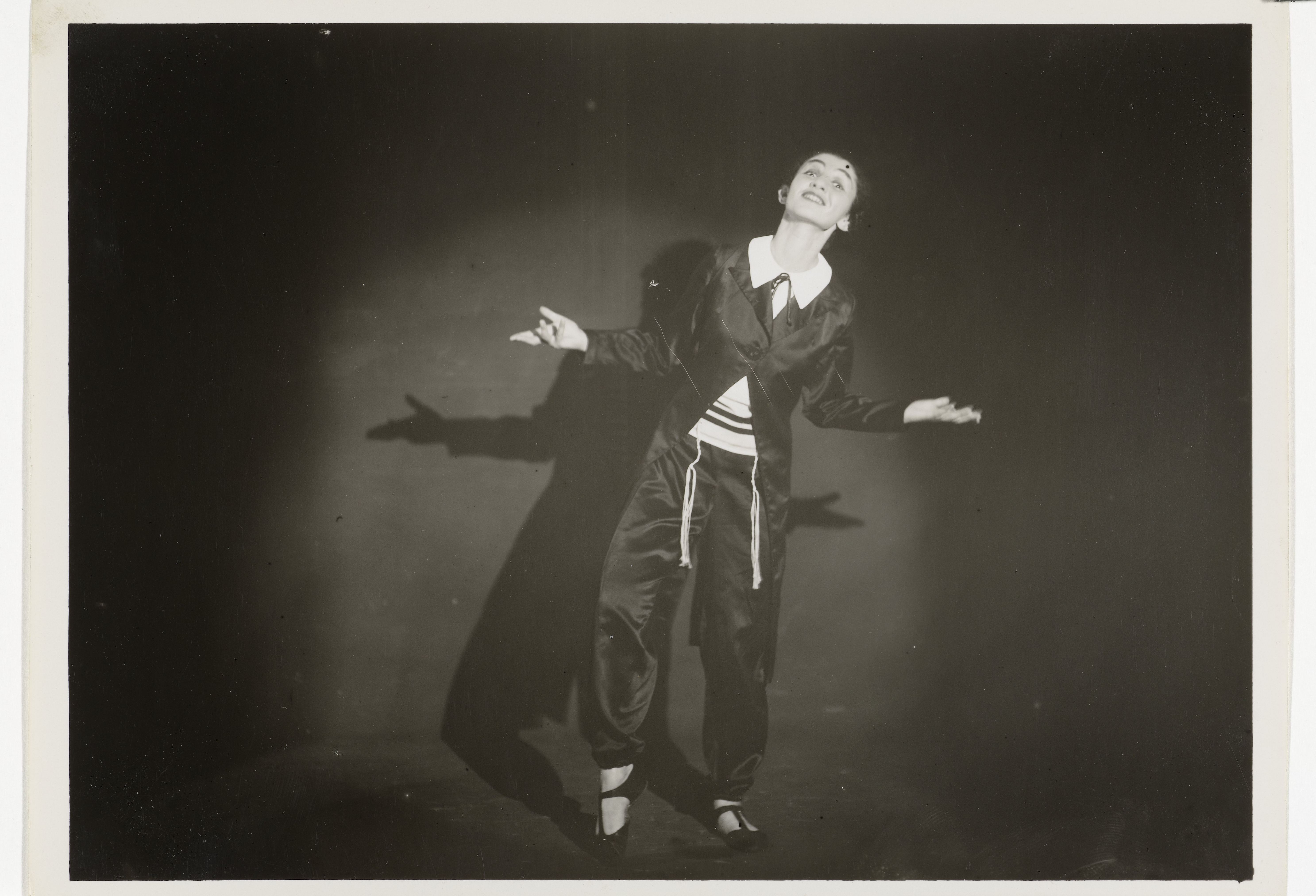
Jacob Merkelbach: Chaja Goldstein in den Niederlanden (1930er Jahre)

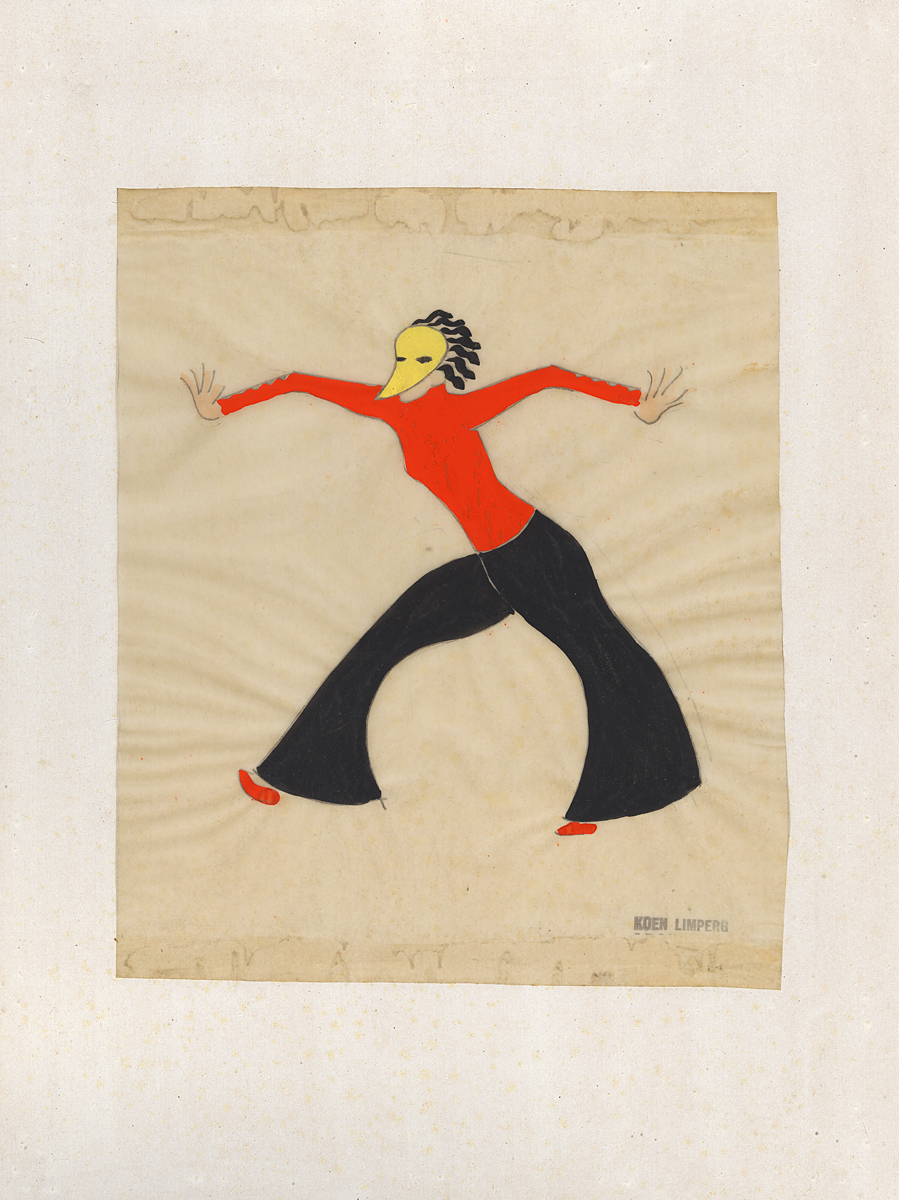
Koen Limperg: Kostümentwurf für Chaja Goldstein (1933)

Chaja Ruchel Goldstein, in Deutschland bis 1933 als Hanna Goldstein (geboren am 2. Juli 1908 in Rypin, Russisches Kaiserreich, heute Polen; gestorben am 27. Januar 1999 in Netanja, Israel) war eine international tätige Tänzerin und Entertainerin russisch-polnisch-jüdischer Herkunft.

## Leben und Wirken
Die in einem jüdischen Ghetto im damals zaristischen Russland nahe der deutschen Reichsgrenze aufgewachsene Tochter eines polnisch-jüdischen Ehepaars lebte mit ihrer Familie (zwei Geschwister) seit ihrem elften Lebensjahr in Deutschland. In Berlin ist sie unter dem Namen Hanna Goldstein ab 1931 als Tänzerin an einer winzigen jüdischen Bühne am Kurfürstendamm nachzuweisen, wo sie tanzte und jiddische Lieder vortrug. 1933 floh Chaja Goldstein infolge der nationalsozialistischen Machtergreifung in die Niederlande, wo sie 1937 heiratete und sich mit ihrer Kunst am deutschsprachigen Emigrantenkabarett ‘Ping Pong’ und Trudi Schoops Balletttruppe beteiligte. Auch an regulären holländischen Bühnen wie der Stadsschouwburg Amsterdam (Stadttheater) und dem Kurhaus von Scheveningen war die Künstlerin, die seit April 1933 nunmehr als Chaja Goldstein firmierte, zu sehen.
Während der deutschen Besetzung Hollands wurde Chaja Goldstein verhaftet und am 30. Dezember 1942 ins Durchgangslager Westerbork deportiert. Dort trat sie als Kabarettistin, Sängerin und Tänzerin im Rahmen von Lagerprogrammen Max Ehrlichs (Bunter Abend, Sommer 1943) auf. Als einige der wenigen Westerbork-Häftlinge wurde die Jüdin in kein Vernichtungslager in den Osten deportiert und bereits im Sommer 1943 wieder auf freien Fuß gesetzt, da sie mit einem „Arier“ (dem Regisseur und Kameramann Theodor Johann Heinrich Güsten (1899–1978)) verheiratet war. Goldstein blieb noch eine Weile in Amsterdam, wo sie an der Stadsschouwburg am 12. Mai 1948 ihre Abschiedsvorstellung gab, ehe sie in die USA auswanderte. In New York konnte sie jedoch ihre Karriere kaum fortsetzen, wurde krank und beendete um 1951 ihr künstlerisches Wirken. 1973 kehrten sie und ihr Mann schließlich vorübergehend in die Niederlande zurück. Im August 1981 wanderte die mittlerweile verwitwete Chaja Goldstein zu ihrem Bruder Eli nach Israel aus. Nach dessen Tod 1989 verfiel sie immer mehr der Depression. In Netanja starb sie 90-jährig zum Jahresbeginn 1999.